# Maches
In der griechischen Mythologie sind die Maches oder Machai (altgriechisch Μάχαι Máchai, von μάχη máchē, deutsch ‚Schlacht‘) die Daimones der Kämpfe und Gefechte.
In Hesiods Theogonie sind sie die Söhne oder Töchter der Eris, werden jedoch nicht einzeln benannt. Im Schild des Herakles werden als Daimones der Kämpfe Homados, Proioxis, Palioxis und Kydoimos genannt, aber nicht ausdrücklich als Maches bezeichnet.